# Vohipeno
Pour les articles homonymes, voir Vohipeno (homonymie).
Vohipeno est une commune urbaine malgache, chef-lieu du district de Vohipeno, située dans la partie sud-est de la région de Fitovinany, sur le fleuve Matitanana.

## Géographie
Vohipeno se situe à 42 km de Manakara sur la route nationale vers Farafangana.

## Économie
L'économie de la commune est principalement basée sur le secteur agricole avec des productions destinées à l'exportation comme celles de café, de poivre et des fruits (notamment les lichis).